# Étienne-Barthélemy Bagnoud
Pour les articles homonymes, voir Bagnoud.
Étienne-Barthélemy Bagnoud C.R.A., né à Icogne le 1er janvier 1803 et mort à Saint-Maurice le 2 novembre 1888, fut le 1er Évêque titulaire du diocèse de Bethléem et le 87e Père Abbé (abbé mitré nullius dioecesis) de l'abbaye territoriale de Saint-Maurice d'Agaune entre 1834 et 1888. Il participa au premier concile œcuménique du Vatican.

## Biographie
Étienne-Barthélemy Bagnoud est reçu chanoine le 1er janvier 1823 et sera ordonné prêtre le 23 décembre 1826. Il est par la suite nommé abbé en 1834 puis évêque titulaire de Bethléem par le pape Grégoire XVI, le 3 juillet 1840 . Étienne-Barthélemy Bagnoud obtint encore le titre honorifique de prélat domestique du pape. Il est fait chevalier Grand-Croix de l'Ordre des Saints-Maurice-et-Lazare le 29 janvier 1847 par le roi Charles-Albert ainsi que chevalier Grand-Croix de l'ordre équestre du Saint-Sépulcre de Jérusalem.
Nommé abbé de Saint-Maurice, il soutient dans un premier temps les séparatistes du Bas-Valais avant de se railler au gouvernement central. Il prend parti pour le Sonderbund pendant les événements de 1847.
Étienne-Barthélemy Bagnoud est décédé à Saint-Maurice le 2 novembre 1888.

## Distinctions
| Chevalier grand-croix de l'ordre équestre du Saint-Sépulcre de Jérusalem |
| Chevalier grand-croix de l'Ordre des Saints-Maurice-et-Lazare            |